# Mioscarta pallida
Mioscarta pallida är en insektsart som beskrevs av Victor Lallemand 1927. Mioscarta pallida ingår i släktet Mioscarta och familjen spottstritar.
Artens utbredningsområde är Filippinerna. Inga underarter finns listade i Catalogue of Life.